# Slag bij IJsselmonde
In de Slag bij IJsselmonde, op 8 juni 1076, versloeg graaf Dirk V het leger van de bisschop van Utrecht, Koenraad van Zwaben. Dirk V heroverde daarmee het graafschap West-Frisia, het latere graafschap Holland.

## Aanleiding
In het jaar 1070 waren de jonge graaf Dirk V en zijn moeder Gertrude (de weduwe van graaf Floris I) verjaagd uit het graafschap West-Frisia. Het gezag werd overgenomen door hertog Godfried 'met de Bult' en bisschop Willem van Utrecht. Graaf Robrecht 'de Fries' van Vlaanderen bood Gertrude asiel en trouwde zelfs met haar. Deze Robrecht dankte zijn bijnaam aan zijn actieve bemoeienis met West-Frisia. Bisschop Willem bouwde ondertussen een sterk kasteel in het veroverde gebied, langs de rivier bij IJsselmonde. 
Toen Dirk wat ouder werd wilde hij zijn graafschap terug. De eerste stap daartoe was een aanslag op hertog Godfried die hij samen met zijn stiefvader beraamde. Hertog Godfried werd op een nacht in februari 1076 in Vlaardingen door een sluipmoordenaar verrast.
Bisschop Willem stierf twee maanden later en werd opgevolgd door ene Koenraad van Zwaben. Deze nieuwe bisschop versterkte het kasteel in IJsselmonde. Kennelijk wist hij dat Dirk bezig was een aanval voor te bereiden, met hulp van Robrecht de Fries. En inderdaad: op 8 juni 1076 verscheen een grote oorlogsvloot uit Vlaanderen bij IJsselmonde.

## Verloop van de strijd
Het verhaal over de slag bij IJsselmonde is ongeveer 40 jaar na dato voor het eerst op schrift gesteld door een monnik in de Abdij van Egmond. Het verslag in de Annalen van Egmond is, zoals bij zoveel middeleeuwse veldslagen, nogal summier. We lezen dat Dirk zoveel strijders om zich heen verzamelde als hij kon, dat hij met hulp van Robrecht het kasteel helemaal in de as legde, en dat veel mannen van de bisschop sneuvelden. Er worden er drie met name genoemd: Lambert de proost van Deventer, priester Wulmar uit Utrecht en een graaf Gerlach. 
Bisschop Koenraad werd gevangengenomen. Dirk V had hiermee wederom de macht over West-Frisia. 
Later in de Middeleeuwen is het relaas uit Egmond door andere geschiedschrijvers overgenomen en uitgebreid. Of die uitbreidingen berusten op andere historische bronnen of op fantasie is niet met zekerheid vast te stellen. In de Rijmkroniek van Holland, geschreven rond 1280, wordt voor het eerst de deelname van de Vlaamse marine genoemd. Uit de Rijmkroniek is af te leiden dat de strijders over een degelijke uitrusting beschikten: "Men spreect noch an tot yselmonde, leghet noch menich halsberch inden gronde" (Men zegt nog steeds: bij IJsselmonde ligt menig maliënkolder op de rivierbodem). 
Johannes de Beke maakt er halverwege de 14e eeuw helemaal een smeuïg verhaal van, met legers die met schitterende vaandels en schallende bazuinen op elkaar af stormen en elkaar met blijden en katapulten bestoken. In Bekes Kroniek is het kasteel een imposant stenen gebouw met hoge torens en weergangen. Vermoedelijk is Bekes voorstelling van zaken meer gebaseerd op de wijze waarop in de 14e eeuw werd gebouwd en gestreden dan op de 11e-eeuwse werkelijkheid.
De Bella campestria, een kroniek die ook rond 1350 werd opgesteld, benadrukt de belangrijke bijdrage van Robrecht de Fries en vermeldt voor het eerst de datum van de slag: 8 juni 1076. 
In Van der Aa's biografisch woordenboek, daterend uit de 19e eeuw, kunnen we nog lezen dat Dirk hulp kreeg van de Engelsen, dat hij eerst in de Merwede een Utrechtse vloot versloeg, en dat daarop een beleg van 16 dagen volgde, waarna Koenraad zich overgaf. Echter, er zijn geen contemporaine bronnen die dit alles bevestigen. Bovendien is deze lezing in tegenspraak met de oudere verhalen, waarin op één dag het kasteel werd verwoest.

## Betekenis
De Slag bij IJsselmonde markeert het einde van een roerige episode in de geschiedenis van West-Frisia. Gedurende de 11e eeuw maakten zowel de graven van West-Frisia als de bisschoppen van Utrecht aanspraak op het gebied en waren er bijgevolg voortdurend oorlogen en moordaanslagen. Na zijn victorie bij IJsselmonde zou Dirk V tot zijn dood, in 1091, in vrede over het graafschap blijven heersen.